# Arkanoid: Doh It Again
Arkanoid: Doh It Again (Japans: アルカノイド Doh It Again) is een computerspel dat werd ontwikkeld door Taito Corporation en uitgegeven door Nintendo. Het spel kwam in november 1997 uit voor de Super Nintendo Entertainment System. Het spel kwam uit in PAL en NTSC formaat. Het is het vervolg op de originele Arkanoid uit 1986.
Het speelveld wordt isometrisch weergegeven. Net als bij de voorganger bestuurt de speler een batje. De speler kan deze bewegen en een bal kaatsen. Als een steen wordt geraakt lost deze op. Als alle stenen van een speelveld zijn opgelost gaat de speler naar het volgende level. Tijdens het spel kunnen power-ups verkregen worden, zoals een breder batje, laser en multi ball. Het spel heeft 99 levels en om de tien levels volgt een eindbaas.
Het spel heeft een edit modus waarmee zelf levels gemaakt kunnen worden.

## Ontvangst
| Beoordeeld door         | Datum             | Score |
| ----------------------- | ----------------- | ----- |
| Total! (Duitsland)      | november 1997     | 85%   |
| VicioJuegos.com         | 17 september 2007 | 74%   |
| neXGam                  | 2011              | 73%   |
| Nintendo Power Magazine | oktober 1997      | 64%   |
| Pixel-Heroes.de         | mei 2009          | 60%   |
| The Video Game Critic   | 4 juni 2000       | 58%   |

## Trivia
- Het spel heeft twee eindes. De eerste versie wordt getoond als de eindbaas voor het eerst wordt verslagen. De tweede versie is een vrolijker einde dat wordt getoond als de eindbaas van level 99 voor de derde maal is verslagen.